# Angrebet i Berlin 2016
Angrebet i Berlin 2016 fandt sted på et julemarked den 19. december omkring kl. 20:00 lokal tid, da en lastbil kørte gennem en folkemængde på et julemarked på Breitscheidplatz i bydelen Charlottenburg i Berlin i Tyskland. Lastbilchaufføren blev dræbt af skud. Otte blev dræbt ved påkørslen, og tre døde i løbet af natten til tirsdag. I alt døde 12 personer og 49 blev sårede, hvoraf 18 var hårdt sårede. Den 20. december var der fortsat 25 sårede indlagt hvoraf 14 er hårdt sårede. Det tyske politi kaldte angrebet forsætligt og mente, at det sandsynligvis var et terrorangreb. Statsadvokaten har overtaget efterforskningen.

## Angrebet
Julemarkedet lå på Breitscheidplatz ved Kaiser-Wilhelm-Gedächtniskirche mellem Budapester Strasse og Kurfürstendamm. Lastbilen kørte med slukket lys 50-80 meter, delvist over fortov og ødelagde adskillige boder. Det lokale politi oplyste, at lastbilen kom fra Budapester Strasse, før den endelig stoppede foran Gedächtniskirche.

### Lastbilen
Køretøjet, der var involveret, var en sort Scania-lastbil med anhænger. Lastbilen havde polske nummerplader (GDA 0815) og tilhørte det polske transportfirma Usługi Transportowe Ariel Żurawski, der var hjemmehørende i Sobiemyśl. Lastbilen forlod Polen tidligere på dagen, men firmaet mistede kontakten med chaufføren ca. fire timer før angrebet. Firmaet mistænkte, at lastbilen var blevet kapret. En død mand, der blev fundet i lastbilen, viste sig at være den oprindelige polske chauffør.

## Undersøgelse

### Terrorangreb
Politiet og anklagemyndigheden undersøgte hændelsen som en terrorhandling. Tysklands forbundskansler Angela Merkel udtalte umiddelbart efter angrebet: "Vi må antage, at dette var et terrorangreb." Indenrigsminister Thomas de Maizière beskrev hændelsen som et brutalt angreb. Det amerikanske udenrigsministerium havde tidligere advaret om terrorangreb på julemarkeder i Europa efter den islamiske stat tog fat i Raqqa og Mosul. Islamisk stat har påtaget sig ansvaret for terrorangrebet kort efter frigivelsen af den tidligere mistænkte. Indenrigsminister Thomas de Maizière kunne ikke bekræfte det.

### Mistænkt 1
Om aftenen den 19. december anholdt politiet en mistænkt nær Siegessäule. Han var på det tidspunkt mistænkt for at være fører af lastbilen. De første rapporter antydede at manden var af afghansk, pakistansk eller afghansk-pakistansk oprindelse. Den anholdte mand nægtede involvering, og blev senere identificeret som en 23-årig asylansøger fra Turbat, Pakistan. Den særlige "Spezialeinsatzkommando" (dansk: ~ Specialoperationsstyrke) stormede hangaren på Tempelhof, der anvendes som flygtningelejr, hvor den mistænkte boede med seks andre i et rum. Hans mobiltelefon blev beslaglagt og analyseret. Den mistænkte var ankommet til Tyskland gennem Passau den 11. februar 2016, og havde opholdtilladelse fra den 2. juni 2016. Kilder ved politiet antydede senere, at de kunne have anholdt "den forkerte mand", da den anholdte ikke havde skudrester eller mærker, der indikerede, at han havde været i en kamp. Derudover kunne retsmedicinske undersøgelser ikke bevise den mistænktes tilstedeværelse i førerhuset på lastbilen. Derfor mente de, at angriberen stadig kunne være på fri fod. Den tyske statsanklager Peter Frank udtalte: "Vi er nødt til at vænne sig til tanken om, at den pågrebne manden ikke kan være gerningsmanden eller tilhører gruppen af gerningsmænd." Den mistænkte blev frigivet om aftenen den 20. december på grund af manglende beviser. Tysk politi forberedte en menneskejagt på gerningsmanden(mændene).

### Mistænkt 2
Tysk politi ledte efterfølgende fra den 21. december efter en 24-årig tunesisk mand ved navn Anis Amri efter de har fundet et identitetsdokument med hans personoplysninger. Myndighederne udlovede en dusør på 100.000 euro. Der Spiegel, Frankfurter Allgemeiner Zeitung og Bild skriver at dokumentet var udstedt i Kleve.
Den 23. december blev Amri opdaget af politiet i Milano uden papirer. Her blev tuneseren i et efterfølgende skyderi med politiet dræbt mens en betjent blev såret. Medierne skrev at Amri var IS-kriger men politiet kunne ikke bekræfte det. Et halvt døgn efter at den formodede gerningsmand blev skuddræbt, frigav Islamisk Stats nyhedsmedie en video, hvori Amri sværger tro til IS-leder Abu Bakr al-Baghdadi, kaldte til jihad i Europa, og resten af verden, og forklarer at han vil være "martyr" for IS.

## Dræbte
- Łukasz, (37) fra Polen; lastbilchauffør, kidnappet og dræbt af den formodede gerningsmand. Han var den første der blev dræbt i angrebet.[36][37]
- Seks af de dræbte er blevet identificeret som tyske statsborgere.[31]

## Reaktioner
Adskillige politikere har kommenteret angrebet.
- Den danske udenrigsminister Anders Samuelsen (LA): Grusomt, kynisk og utilgiveligt. Mine tanker går til alle ofre og alle berørte.[38]
- Den danske statsminister Lars Løkke Rasmussen (V): Weihnachtsfreude wird zur Tragödie in Berlin. Schrecklich und unendlich traurig. Deutschland, wir teilen deine Trauer! - (dansk: Juleglæden blev til tragedie i Berlin. Skrækkeligt og uendelig trist. Tyskland, vi deler din sorg)[39]
- Den tyske indenrigsminister Thomas de Maizière: Jeg ønsker endnu ikke at bruge ordet "angreb", selv om mange ting peger i den retning[40][3]
- Angela Merkel: Vi må ikke lade ondskaben lamme vores liv.[3]
- Geert Wilders brugte lejligheden til at beskylde Merkel for angrebet.[41]
- Vladimir Putin,  Barack Obama og Donald Trump,  Donald Tusk,  Charles Michel,  François Hollande,  Mark Rutte,  Beata Szydlo og andre ledere har ytret deres medfølelse med Tyskland efter angrebet.[3]

## Galleri
- Lastbilen, der blev brugt af gerningsmanden, var en 40t lastbil med anhænger af typen Scania R 450, med nummerpladen: GDA 08J5
- Julemarkedet ved Gedächtniskirche i timerne efter angrebet
- Politiet og pressefolk er massivt til stede
- Politiet og pressefolk er massivt til stede
- Efter angrebet
- Brandenburger Tor
- v. Gedächtniskirche
- Politiet er til stedet
- "Goldener Riss", 2018